# Humbert II de Salins
Pour les articles homonymes, voir Humbert et Humbert II.
Humbert II de Salins, né vers 950 et mort après 1028, est seigneur de Salins de 957 à 971.

## Biographie
Il est le fils (ou le petit-fils : voir la Remarque ci-dessous) d'Humbert Ier de Salins et de Wandelmodis d'Escuens. Encore jeune lors du décès de son père il restait sous la tutelle de son oncle Liétald II, comte de Mâcon qui donnait au nom de son neveu à Hémard, abbé de Clugny, un meix (habitation d’un cultivateur, jointe à autant de terre qu’il en faut pour l’occuper et le nourrir) et des héritages de la ville de Sailley.
Son épouse lui apportait dans sa dot la moitié des églises d'Aubonne et de Leugney que son père avait reçues de Rodolphe III de Bourgogne dernier des rois carolingiens de Bourgogne. Dans la charte de confirmation des donations (datée de 1028) Rodolphe faisait l'éloge d'Ermenburge connue pour être vertueuse. Il sera inhumé dans l'église de l'abbaye Saint-Paul de Besançon.
Mariage et succession :

Il épouse Ermenburge, (? - après 1028), fille de Lambert de Semur, comte de Vaud, et d'Adelaïs de Mâcon, de qui il a :
- Gaucher Ier (ou II) ;
- Létalde ;
- Hugues Ier, (? - 27 juillet 1066 ou 1067), archevêque de Besançon ;
- Ermenburge, elle épouse le chevalier Amédée de Navilley. Ils ont Humbert et Guichard de Navilley, ce dernier sera chanoine et archidiacre de l'église Saint-Étienne de Besançon.

[Remarque : les historiens récents introduisent une génération supplémentaire parmi les sires de Salins, ce que ne faisait pas l'abbé Guillaume : Humbert II (vers 980-1026) devient le fils de Gaucher Ier (vers 945-992), lui-même fils d'Humbert Ier ; ce qui décale d'un rang la numérotation des Gaucher de Salins : Gaucher Ier est désormais nommé Gaucher II ; Gaucher II : Gaucher III ; Gaucher III : Gaucher IV ; et Gaucher IV de Mâcon-Vienne : Gaucher V ; cf.,]

## Sources